# پارک ملی التیندره
پارک ملی التیندره (به ترکی استانبولی: Altındere Valley National Park) یک پارک ملی در ترکیه است که در Maçka واقع شده‌است.